# General Mining Act de 1872
 (juin 2008).
Si vous disposez d'ouvrages ou d'articles de référence ou si vous connaissez des sites web de qualité traitant du thème abordé ici, merci de compléter l'article en donnant les références utiles à sa vérifiabilité et en les liant à la section « Notes et références ».

Le General Mining Act de 1872 est une loi fédérale américaine du 10 mai 1872 qui permet et régit la prospection et l'extraction minière de métaux précieux, tels que l'or et l'argent, sur les terres appartenant à l'administration fédérale. Cette loi venait légaliser et éclairer le système informel qui s'était développé pendant la ruée vers l'or en Californie et au Nevada entre les années 1840 et 1860 ainsi que d'autres lois à ce sujet comme les lois Chaffee.